# Frederik II van Meißen
Frederik II van Meißen bijgenaamd de Ernstige (Gotha, 30 november 1310 - Eisenach, 18 november 1349) was van 1323 tot aan zijn dood markgraaf van Meißen en landgraaf van Thüringen. Hij behoorde tot het huis Wettin.

## Levensloop
Frederik II was de zoon van markgraaf Frederik I van Meißen en diens tweede echtgenote Elisabeth, dochter van graaf Otto IV van Lobdeburg-Arnshaugk. In 1323 volgde hij zijn vader op als markgraaf van Meißen en landgraaf van Thüringen. Omdat hij nog minderjarig was, werd hij tot in 1329 onder het regentschap van zijn moeder geplaatst.
Nadat hij zelfstandig begon te regeren, moest Frederik II langdurige oorlogen uitvechten met zijn vazallen en zijn buurlanden. Deze conflicten ontstonden hoofdzakelijk door de vredesverklaring van Frederik in 1338, die de rechten en invloed van de kleine landheren en lokale heersers drastisch inperkte met als doel om deze twee groepen te onderdrukken. In 1342 sloten ontevreden edelen in Arnstadt een alliantie tegen Frederik II, die zou leiden tot de Thüringse Gravenoorlog. Deze oorlog zou uiteindelijk aanslepen tot in 1346.
In 1346 stierf Frederiks schoonvader, keizer Lodewijk de Beier van het Heilige Roomse Rijk. De Beierse partij probeerde vervolgens om Frederik II ertoe te bewegen om de Rooms-Duitse kroon te aanvaarden, maar hij wantrouwde de onstandvastigheid van zijn kiezers en weigerde Rooms-Duits koning te worden, wat in voordeel van Karel van Luxemburg was. Karel vertrouwde de zet van Frederik II echter niet, waarop Frederik schrik kreeg om niet herbevestigd te worden in zijn gebieden en zich besloot te verdedigen tegen het gevaar dat van Karel uitging. Uiteindelijk vond er in 1348 in Bautzen een ontmoeting plaats tussen beide heersers, waar ze allebei de bestaande bezitsverhoudingen erkenden.
In november 1349 stierf Frederik II in het kasteel Wartburg in Eisenach, waarna hij werd bijgezet in de Abdij van Altzella. Zijn drie zoons Frederik III, Balthasar en Willem I volgden hem op. 

## Huwelijk en nakomelingen
In mei 1323 huwde Frederik II in Neurenberg met Mathilde van Beieren (1313-1346), dochter van keizer Lodewijk de Beier van het Heilige Roomse Rijk. Ze kregen negen kinderen:
- Elisabeth (1329-1375), huwde in 1356 met burggraaf Frederik V van Neurenberg
- Frederik (1330), jong gestorven
- Frederik III (1332-1381), markgraaf van Meißen en landgraaf van Thüringen
- Balthasar (1336-1406), markgraaf van Meißen en landgraaf van Thüringen
- Beatrix (1339-1399), zuster in de Abdij van Weißenfels
- Lodewijk (1340-1382), bisschop van Bamberg
- Willem I (1343-1407), markgraaf van Meißen
- Anna (1345-1363), zuster in de Abdij van Seußlitz
- Clara (1345), jong gestorven

## Voorouders
| Overgootouders                     | Hendrik III van Meißen (1215-1288) ∞ Constance van Oostenrijk (1212-1243)         | Hendrik III van Meißen (1215-1288) ∞ Constance van Oostenrijk (1212-1243)         | Keizer Frederik II (1194-1250) ∞ Isabella van Engeland (1214-1241)                | Keizer Frederik II (1194-1250) ∞ Isabella van Engeland (1214-1241)                | ? (–) ∞ ? (-)                                                                     | ? (–) ∞ ? (-)                                                                     | Herman III van Weimar-Orlamünde (1230-1283) ∞ ? (-)                               | Herman III van Weimar-Orlamünde (1230-1283) ∞ ? (-)                               |
| Grootouders                        | Albrecht II van Meißen (1240-1314) ∞ Margaretha van Sicilië (1241-1270)           | Albrecht II van Meißen (1240-1314) ∞ Margaretha van Sicilië (1241-1270)           | Albrecht II van Meißen (1240-1314) ∞ Margaretha van Sicilië (1241-1270)           | Albrecht II van Meißen (1240-1314) ∞ Margaretha van Sicilië (1241-1270)           | Otto IV van Lobdeburg-Arnshaugk (-) ∞ Elisabeth von Orlamünde (1265-1327)         | Otto IV van Lobdeburg-Arnshaugk (-) ∞ Elisabeth von Orlamünde (1265-1327)         | Otto IV van Lobdeburg-Arnshaugk (-) ∞ Elisabeth von Orlamünde (1265-1327)         | Otto IV van Lobdeburg-Arnshaugk (-) ∞ Elisabeth von Orlamünde (1265-1327)         |
| Ouders                             | Frederik I van Meißen (1257-1323) ∞ Elisabeth van Lobdeburg-Arnshaugk (1286-1359) | Frederik I van Meißen (1257-1323) ∞ Elisabeth van Lobdeburg-Arnshaugk (1286-1359) | Frederik I van Meißen (1257-1323) ∞ Elisabeth van Lobdeburg-Arnshaugk (1286-1359) | Frederik I van Meißen (1257-1323) ∞ Elisabeth van Lobdeburg-Arnshaugk (1286-1359) | Frederik I van Meißen (1257-1323) ∞ Elisabeth van Lobdeburg-Arnshaugk (1286-1359) | Frederik I van Meißen (1257-1323) ∞ Elisabeth van Lobdeburg-Arnshaugk (1286-1359) | Frederik I van Meißen (1257-1323) ∞ Elisabeth van Lobdeburg-Arnshaugk (1286-1359) | Frederik I van Meißen (1257-1323) ∞ Elisabeth van Lobdeburg-Arnshaugk (1286-1359) |
| Frederik II van Meißen (1310-1349) |                                                                                   |                                                                                   |                                                                                   |                                                                                   |                                                                                   |                                                                                   |                                                                                   |                                                                                   |

- Gemeinsame Normdatei: 134213173
- Virtual International Authority File: 60292809
- WorldCat: E39PBJwX4PwmdGhXJY6Xk7WVYP